# Lee Si-kang
Kwak Yong-hwan (en hangul, 곽용환) mejor conocido artísticamente como Lee Si-kang (en hangul, 이시강), es un actor y cantante surcoreano.

## Carrera
Es miembro de la agencia de modelos A Conic (에이코닉). Previamente fue miembro de la agencia C-JeS Entertainment (씨제스엔터테인먼트).
En 2010 hizo su debut en el mundo del cuando debutó como miembro del grupo de chicos K-Pop, KINO, junto a Yang Hae-min, Joo Jong-hoon, Noh Sung-hwan y Baek Seung-jae, sin embargo el grupo se disolvió un año después.
En diciembre de 2017 se unió al elenco principal de la serie Happy Sisters donde dio vida a Min Hyung-joo, un joven genial al que no le gustan las mujeres, pero es el mejor novio para su propia novia.
En septiembre de 2020, se unió al elenco principal de la serie Man in a Veil donde interpretó a Cha Seo-joon.
El 11 de abril de 2022 se unirá al elenco principal de la serie Bravo, My Life donde dará vida a Kang Sung-wook, un chaebol de segunda generación de Inha Fashion.

## Filmografía

### Series de televisión
| Año         | Título                                | Personaje             | Notas                    |
| ----------- | ------------------------------------- | --------------------- | ------------------------ |
| 2023        | El Imperio Elegante                   | Jang Ki Yoon          |                          |
| 2022        | Bravo, My Life                        | Kang Sung-wook        |                          |
| 2021        | Scripting Your Destiny                | Joo Gil-nam           | 2 episodios - (invitado) |
| 2020 - 2021 | Man in a Veil                         | Cha Seo-joon          |                          |
| 2019        | Love with Flaws                       | Amigo de Lee Min-hyuk | 2 episodios - (invitado) |
| 2019        | Fall In Mulberry                      | Amigo de Lee Min-hyuk | 9 episodios              |
| 2017 - 2018 | Happy Sisters                         | Min Hyung-joo         | [ 7 ]                    |
| 2017        | My Sassy Girl                         | Sang-soo              |                          |
| 2015        | 결혼이야기 - "철벽남녀의 초고속 결혼" | -                     |                          |
| 2014        | Dr. Frost                             | Det. Cha              |                          |
| 2012        | El sobreviviente más fuerte del K-pop | Kwon Ji-woo           | 14 episodios             |

### Series web
| Año  | Título                        | Personaje      | Notas        |
| ---- | ----------------------------- | -------------- | ------------ |
| 2020 | Because of You (2020因為愛你) | Yuan Jun-cheng | 10 episodios |

### Películas
| Año  | Título         | Personaje | Notas |
| ---- | -------------- | --------- | ----- |
| 2016 | Working Street | Tae-gi    |       |

### Programas de variedades
| Año  | Título                | Notas                 |
| ---- | --------------------- | --------------------- |
| 2016 | Cool Kiz on the Block | (ep. 65-67) - miembro |
| -    | NewShowBiz            |                       |

### Aparición en videos musicales
| Año  | Intérprete   | Canción             |
| ---- | ------------ | ------------------- |
| 2015 | Kim Na-young | "Never" (그럴 리가) |

### Teatro
| Año         | Título                                   |
| ----------- | ---------------------------------------- |
| 2022        | 오공의 무지개를 보면 내 마음은 춤을 춘다 |
| 2021 - 2022 | 판타지 동화                              |
| 2017        | 지붕 방의 고양이                         |
| 2016        | 시아・마드네스                           |
| 2009        | 죽여주는 이야기                          |

#### Musicales
| Año         | Título         | Personaje |
| ----------- | -------------- | --------- |
| 2022        | Jungle Life    |           |
| 2021        | Wedding Player |           |
| 2019 - 2020 | 정글라이프     | 피동희    |
| 2015 - 2016 | 아찔한 연애    | 구경만    |

### Anuncios
- 링컨 자동차
- SONY 액션 카메라
- KT 나
- KFC 매직박스
- 현대해상화재보험
- 도르코
- 전망
- 갤럭시S10 삼성페이

## Discografía
| Año  | Canción  | Álbum                                  |
| ---- | -------- | -------------------------------------- |
| 2012 | My Dream | OST de "K-POP - The Ultimate Audition" |

## Premios y nominaciones
| Año  | Categoría      | Premios                | Trabajo       | Resultado |
| ---- | -------------- | ---------------------- | ------------- | --------- |
| 2018 | Best New Actor | 11th Korea Drama Award | Happy Sisters | Nominado  |